# American Beauty (musikalbum)
American Beauty är ett musikalbum från 1970 av den amerikanska psykedeliska rockgruppen Grateful Dead. Albumet består av folkrock och countryrock, något som gruppen börjat utforska på deras föregående album Workingman's Dead. Albumet avslutas med en av gruppens kändaste låtar, "Truckin' " som också släpptes som singel och nådde #64 på Billboard Hot 100-listan. Den inledande låten "Box of Rain" skrev basisten Phil Lesh till sin far som vid tidpunkten var döende i cancer.

## Kuriosa
1997 gjordes en dokumentär om inspelningen av albumet i serien Classic Albums.

## Låtlista
1. "Box of Rain" (Robert Hunter/Phil Lesh) - 5:19
2. "Friend of the Devil" (John Dawson/Jerry Garcia/Robert Hunter) - 3:24
3. "Sugar Magnolia" (Robert Hunter/Bob Weir) - 3:19
4. "Operator" (Ron McKernan) - 2:25
5. "Candyman" (Jerry Garcia/Robert Hunter) - 6:13
6. "Ripple" (Jerry Garcia/Robert Hunter) - 4:09
7. "Brokedown Palace" (Jerry Garcia/Robert Hunter) - 4:09
8. "Till the Morning Comes" (Jerry Garcia/Robert Hunter) - 3:09
9. "Attics of My Life" (Jerry Garcia/Robert Hunter) - 5:14
10. "Truckin'" (Jerry Garcia/Robert Hunter/Phil Lesh/Bob Weir) - 5:05

## Listplaceringar
- Billboard 200, USA: #30[2]
- UK Albums Chart, Storbritannien: #27[3]
- RPM, Kanada: #43[4]